# Judiada de La Granja

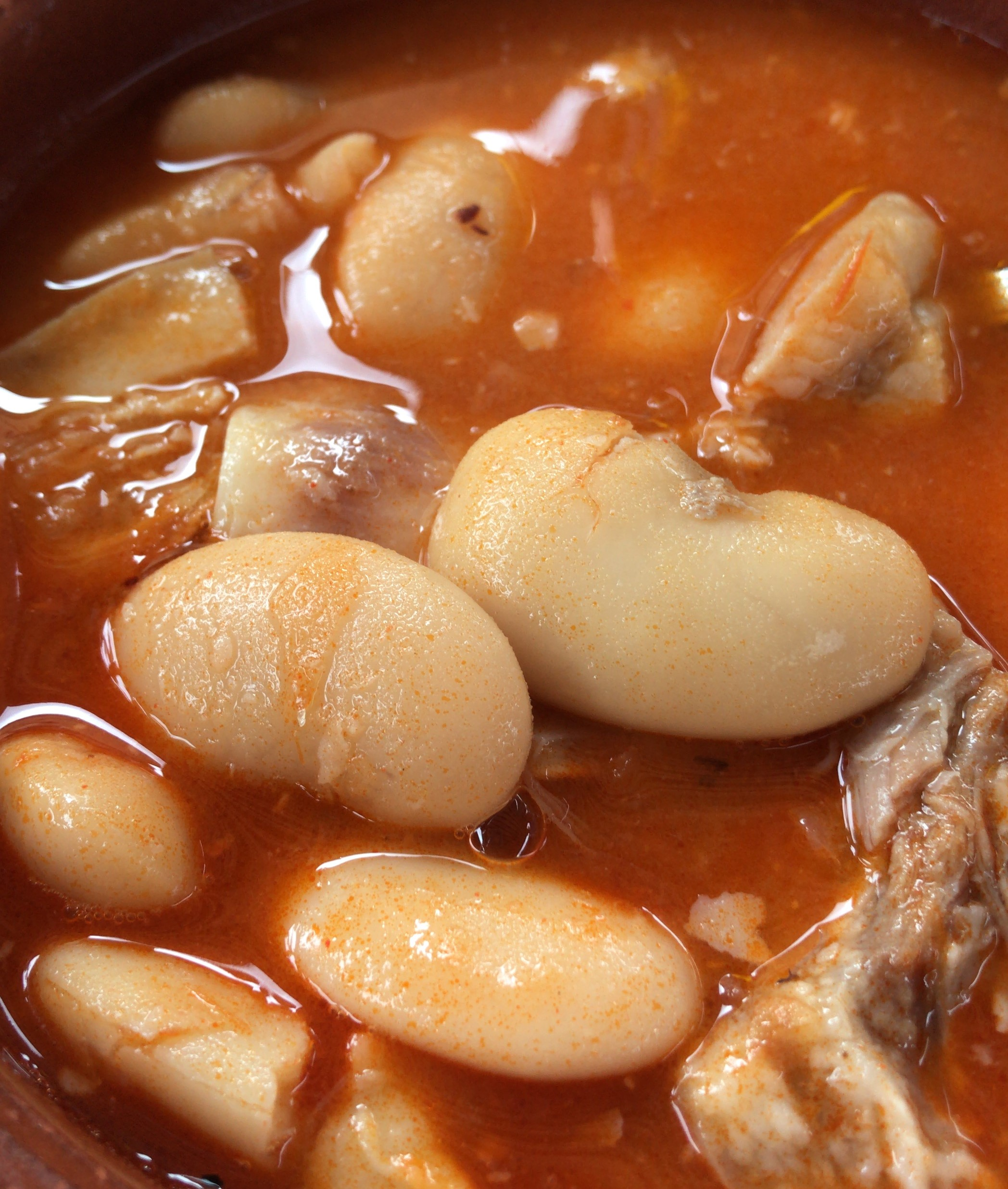
Judiones de La granja

La judiada de La Granja es una fiesta gastronómica celebrada en la provincia española de Segovia desde 1976 con motivo de las fiestas en honor a San Luis. En ella se ofrece cada año a unas 10.000 personas el plato más típico de la localidad segoviana, los judiones de La Granja.

## Historia

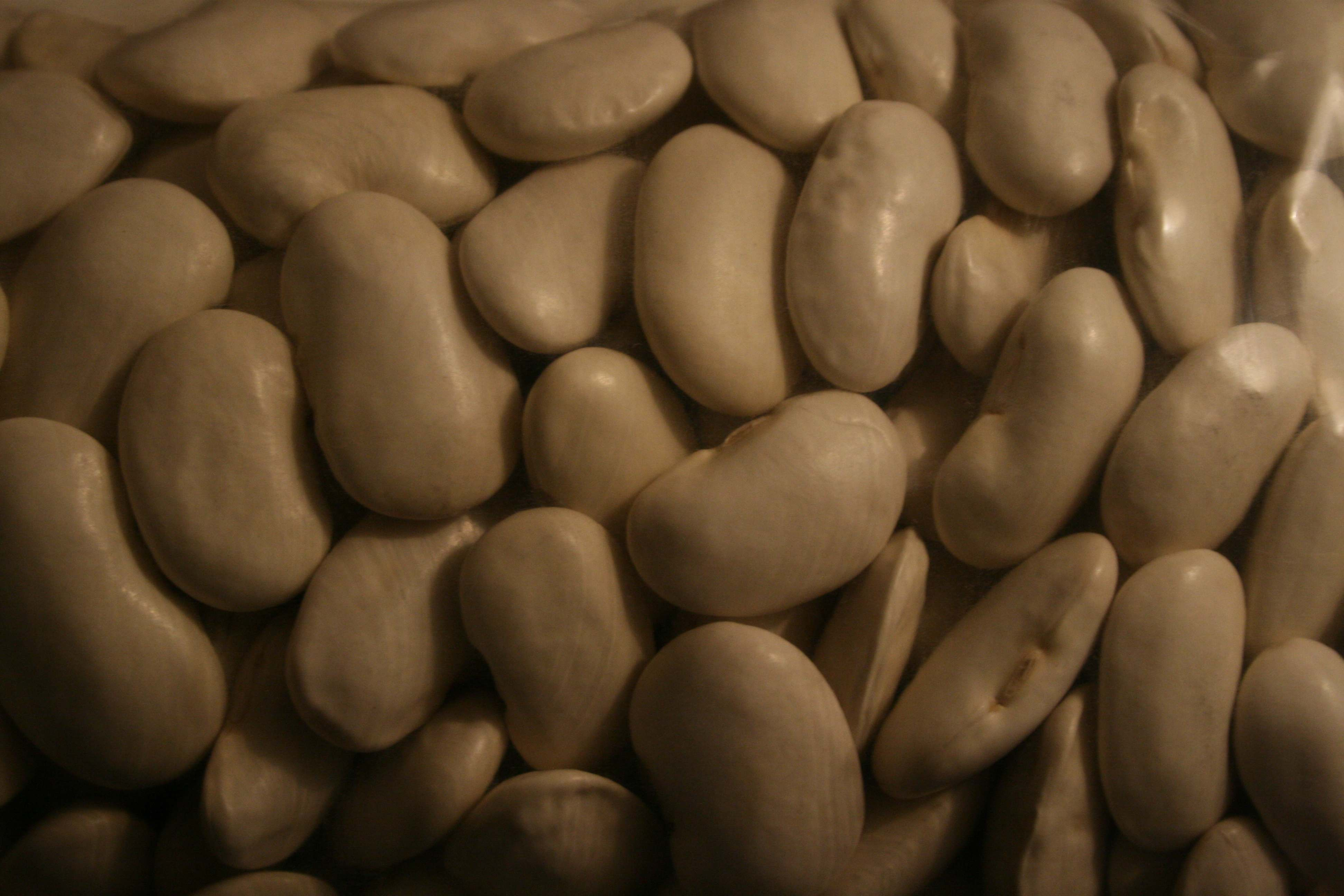
Judión de La Granja

El judión de La Granja es un tipo de judía de gran tamaño que se cultiva únicamente en el Real Sitio de San Ildefonso. Empezó a cultivarse en el siglo XVIII por orden de la reina Isabel Farnesio en los jardines del Palacio Real de La Granja para alimentar a los animales de la Corte Real. Sin embargo, a finales del siglo XIX los trabajadores del Palacio comenzaron a consumirlos, ideándose en un mesón de la localidad la receta que hoy conocemos. La fiesta comenzó a mediados de los 70 como una comida de peña y desde entonces esta exaltación de la legumbre se celebra año tras año para venerar a San Luis, patrón de la ciudad.

## Elaboración
El judión de la Granja es de gran tamaño, con unos tres centímetros de largo y entre cuatro y quince milímetros de grosor. Para la elaboración de la judiada se utilizaron en 2018 1100 kilos de judiones, 500 de morro, oreja y chorizo, 180 de codillo de jamón, 45 de ajos, 250 de cebollas, 14 de pimentón, 50 litros de aceite, sal y laurel. Para su preparación, las judías deben ponerse en remojo doce horas antes de su cocción. Posteriormente se cuecen junto con el codillo, los ajos y la cebolla, mientras se realiza un sofrito de cebolla y pimentón. Después se junta todo, se le añade el chorizo y la oreja y se va “asustando” a la judía, es decir, echándole agua hasta que la judía esté lista. En sus últimas ediciones también se han elaborado cuatro kilos de judiones con almejas para la población saharaui que no pueda consumir cerdo.  

## Celebración
Las principales fiestas de La Granja de San Ildefonso tienen lugar el 25 de agosto en honor a San Luis. El programa festivo está lleno de actividades entre las cuales se encuentra el evento gastronómico por excelencia del municipio, la gran judiada. En la Pradera del Hospital alrededor de las seis de la mañana de ese 25 de agosto una treintena de cocineros voluntarios comienzan a cocinar los judiones en más de una decena de ollas de grandes dimensiones. En la explanada miles de personas comienzan a acudir desde primera hora de la mañana con sus mesas y sillas para disfrutar de la judiada al ritmo de la dulzaina y el tamboril. La judiada cierra cada año las fiestas del municipio segoviano.